# Diana Ross
Diane Ernestine Earle Ross, detta Diana (Detroit, 26 marzo 1944), è una cantante, produttrice discografica e attrice statunitense.
È arrivata al successo negli anni sessanta come frontwoman del gruppo vocale delle Supremes, divenuto uno dei più prolifici gruppi di tutti i tempi con dodici singoli arrivati al vertice della Billboard Hot 100 statunitense, inclusi Where Did Our Love Go (1964), Baby Love (1964), You Can't Hurry Love (1966), You Keep Me Hangin' On (1966) e Love Child (1968). Nel 1970 ha lasciato il gruppo, inaugurando una cospicua carriera musicale, cinematografica e televisiva. Il suo primo album eponimo (1970) ha generato il singolo Ain't No Mountain High Enough, divenuto il suo primo numero uno da solista nella classifica statunitense, mentre il secondo album Everything Is Everything (1970) contiene il singolo I'm Still Waiting che l'ha portata per la prima volta al vertice della Official Singles Chart britannica. Nel 1972 debutta sul grande schermo interpretando Billie Holiday nel film pluripremiato La signora del blues, curando anche la relativa colonna sonora che è arrivata in cima alla Billboard 200 statunitense.
Negli anni a venire ha consolidato il suo successo grazie agli album Touch Me in the Morning (1973) e Diana Ross (1976) e i rispettivi singoli di successo Touch Me in the Morning e Love Hangover. Nel 1975 è la protagonista Tracy Chambers nel film Mahogany, accompagnato dal tema musicale di successo Do You Know Where You're Going To, mentre nel 1978 recita al fianco di Michael Jackson nella pellicola I'm Magic, basata su Il meraviglioso mago di Oz. Nel 1980 esce l'album Diana, divenuto il suo LP di maggior successo grazie ai singoli Upside Down e I'm Coming Out, quest'ultimo acclamato inno della comunità LGBT. Durante il resto degli anni ottanta e novanta pubblica diversi singoli di fama internazionale come il duetto con Lionel Richie Endless Love (1981), Why Do Fools Fall in Love (1981), Muscles (1982), Missing You (1984), Chain Reaction (1985) e When You Tell Me That You Love Me (1991).
Con oltre 100 milioni di copie vendute mondialmente, nel 1976 Billboard l'ha eletta Intrattenitrice del secolo mentre nel 2021 la stessa rivista l'ha posizionata alla 30ª posizione nella lista dei Migliori artisti nella Hot 100 di tutti i tempi. Diana Ross è l'unica artista ad aver avuto un singolo al numero uno nella classifica statunitense come parte di un gruppo, da solista, in duetto con altri artisti, come parte di un trio e come parte di un supergruppo vista la sua partecipazione al progetto USA for Africa. Nel Regno Unito è riuscita a piazzare una top ten per ogni decennio dagli anni sessanta agli anni duemila, sia come parte delle Supremes sia da solista. Nel 1988 è stata introdotta nella Rock and Roll Hall of Fame come membro delle Supremes, mentre ha ricevuto due stelle nella Hollywood Walk of Fame sia come parte del gruppo sia come artista solista. Tra gli svariati riconoscimenti, ha ricevuto uno Special Tony Award nel 1976, un Kennedy Center Honors nel 2007, un Grammy Award alla carriera nel 2012 e una Medaglia presidenziale della libertà nel 2016.

## Biografia
Diana Ross è figlia di Ernestine (1916-1984), insegnante e di Fred Ross, Sr. (1920-2007), ex soldato dell'esercito statunitense. Diana non vide suo padre fino al suo ritiro dalla seconda guerra mondiale. Secondo la cantante, la madre l'aveva chiamata Diane, ma per un errore sul certificato di nascita hanno scritto Diana.. Ross voleva in realtà diventare una stilista, ha infatti studiato design e come fare la sarta mentre studiava alla Cass Technical High School di Detroit. Nella sua tarda adolescenza ha lavorato ai Grandi magazzini Huston, e si è diplomata nel 1962, un semestre prima dei suoi compagni di classe. I genitori di Diana hanno avuto un matrimonio difficile, e si sono lasciati all'inizio della sua adolescenza.

## Carriera musicale

### Anni sessanta

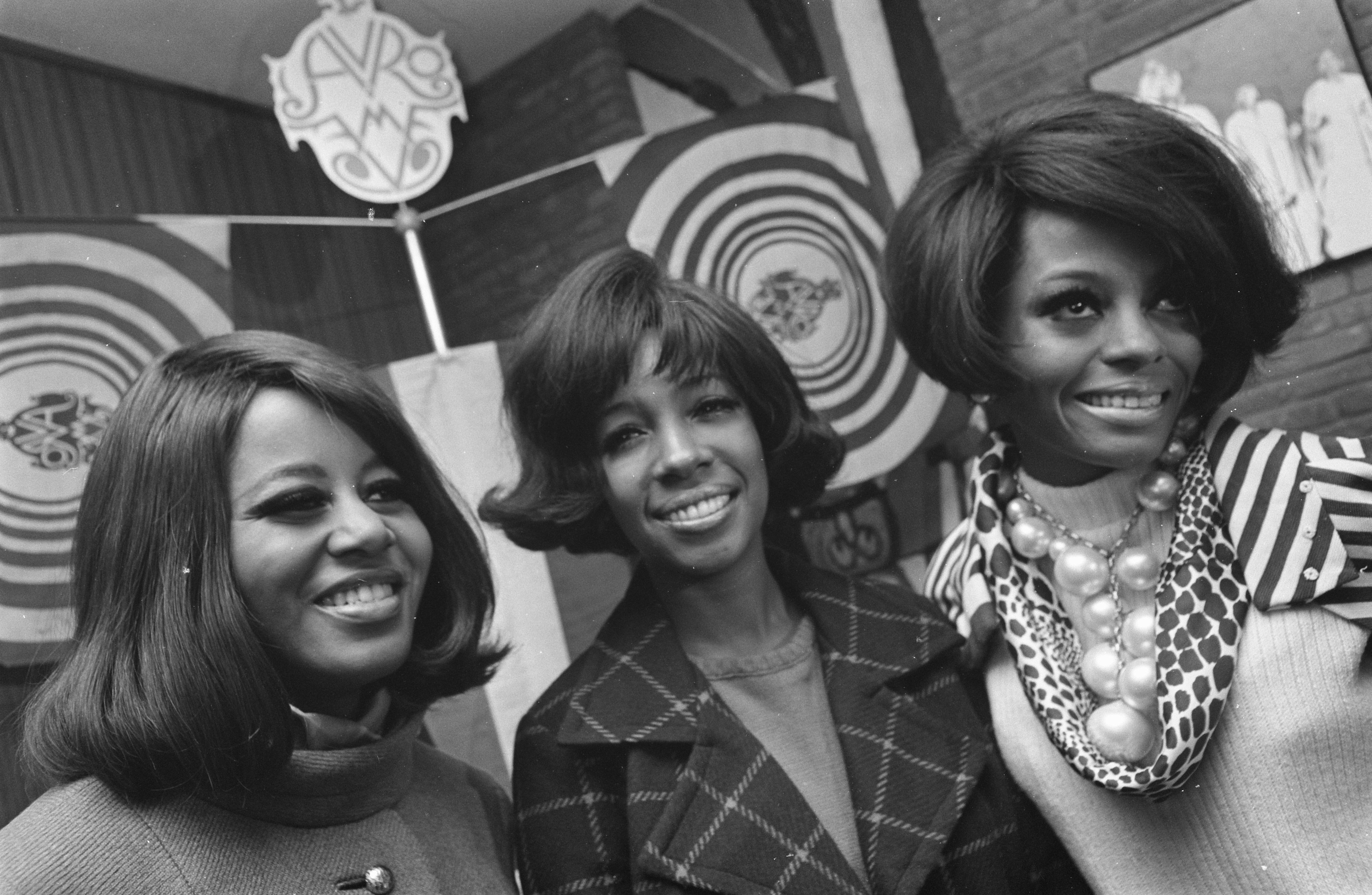
Da sinistra: Cindy Birdsong, Mary Wilson e Diana Ross (The Supremes) nel 1968

Nel 1959 Diana Ross catturò l'attenzione di Milton Jenkins, produttore dei The Primes, più tardi conosciuti come The Temptations. Jenkins volle un gruppo di cantanti per accompagnare i The Primes, e chiese alle giovanissime Florence Ballard e Mary Wilson di formare il gruppo, così nacquero, The Primettes. Paul Williams, membro dei The Temptations, convinse Ross ad arruolarsi alle Primettes, già formato da Florence Ballard, Mary Wilson e Betty McGlow. Nel 1961, dopo aver sostituito Betty McGlow con Barbara Martin, il quartetto firmò un contratto discografico con la Motown Records, e cambiò nome per diventare The Supremes; fu Florence Ballard a scegliere il nome tra una rosa di nomi prescelti.
La versione inglese dell'album Meet the Supremes nel 1964 vende, nella sola Inghilterra, 923 000 copie. Negli Stati Uniti vende oltre 2 milioni di copie, rimanendo nelle classifiche degli album Billboard per ben 85 settimane e diventando il 4º album più venduto dell'anno. Da questo album vengono estratti i seguenti tre singoli: Where Did Our Love Go?, Baby Love e Come See About Me, che raggiunsero tutti e tre il 1º posto delle classifiche dei singoli della rivista Billboard.
Nel 1969 esce l'album Diana Ross Presents the Jackson 5, in cui Diana Ross introduce Michael Jackson ed i suoi fratelli per il debutto artistico dei Jackson Five.

### Anni settanta
Nel gennaio 1970, con un concerto chiamato "Farewell" tenuto a Las Vegas, Ross chiude il suo capitolo con le Supremes. L'album di debutto di Diana Ross, Diana Ross, viene pubblicato nel maggio 1970 dalla Motown, e giudicato positivamente dalla critica, ottenendo un discreto successo nelle vendite con la posizione nº 19 della Billboard 200 e la nº 13 nel Regno Unito. Il singolo di lancio, Reach Out and Touch (Somebody's Hand), raggiunge la posizione nº 20 della Billboard Hot 100 e nº 33 nel Regno Unito. Il secondo singolo, Ain't No Mountain High Enough, vende, solo negli Stati Uniti, 1 243 738 copie, divenendo così disco d'oro, raggiungendo il primo posto della Billboard Hot 100 per tre settimane e la posizione nº 6 nel Regno Unito. Inoltre il singolo le fa guadagnare una nomina ai Grammy Award come migliore cantante femminile soul dell'anno.
Il secondo album di Diana Ross, Everything Is Everything, è pubblicato nel settembre 1970, sempre dalla Motown. L'album è valutato positivamente dalla critica; raggiunse la posizione nº 42 della Billboard 200 e la posizione nº 18 nelle classifiche del Regno Unito. L'unico singolo estratto, I'm Still Waiting, è pubblicato il 13 ottobre 1971 e raggiunse la posizione nº 63 della Billboard Hot 100 e la vetta nel Regno Unito.
Il 14 agosto 1971 nasce la sua prima figlia, Rhonda Suzanne. Il terzo album di Diana Ross, Surrender, viene pubblicato nel giugno 1971 dalla Motown e riscuote giudizi abbastanza positivi della critica. L'album ha raggiunto la posizione nº 56 della Billboard 200 e la nº 10 nel Regno Unito, in cui ottiene il disco d'argento. Il primo singolo, Remember Me, è pubblicato l'8 dicembre 1970 raggiungendo la posizione nº 16 della Billboard Hot 100 e vende, solo negli Stati Uniti, 540 940 copie e la nº 7 nel Regno Unito. Il secondo singolo, Reach Out (I'll Be There) è pubblicato il 24 aprile 1971 e raggiunge la posizione nº 29 della Billboard Hot 100 e vende, negli Stati Uniti, 254 307 copie. Il terzo ed ultimo singolo omonimo, Surrender è pubblicato il 6 luglio 1971 e raggiunge la posizione nº 38 della Billboard Hot 100 e nº 10 nel Regno Unito, raggiungendo il record di quattro nei "top 10" in un solo anno nel Regno Unito.
Il 29 ottobre 1972 nasce la sua seconda figlia, Tracy Joy. Il 9 novembre 1972 viene pubblicato Lady Sings the Blues, colonna sonora di La signora del blues; l'album raggiunge immediatamente il primo posto della Billboard Hot 100 e vende, in solo otto giorni, 300 000 copie e rimanendo in prima posizione anche la seconda settimana. In totale, solo negli Stati Uniti, vende oltre 2 milioni di copie e rimane in classifica per ben 54 settimane. Diviene la prima cantante pop a portare al primo posto delle classifiche USA un album di blues e jazz, Lady sings the blues. Nel Regno Unito arriva solo al 50º posto della classifica ma diviene, comunque, disco d'oro. Sempre nello stesso anno, solo per il mercato europeo, viene pubblicata la raccolta Greatest Hits, Vol 1, raggiungendo la posizione nº 23 nel Regno Unito, divenendo il disco di platino.

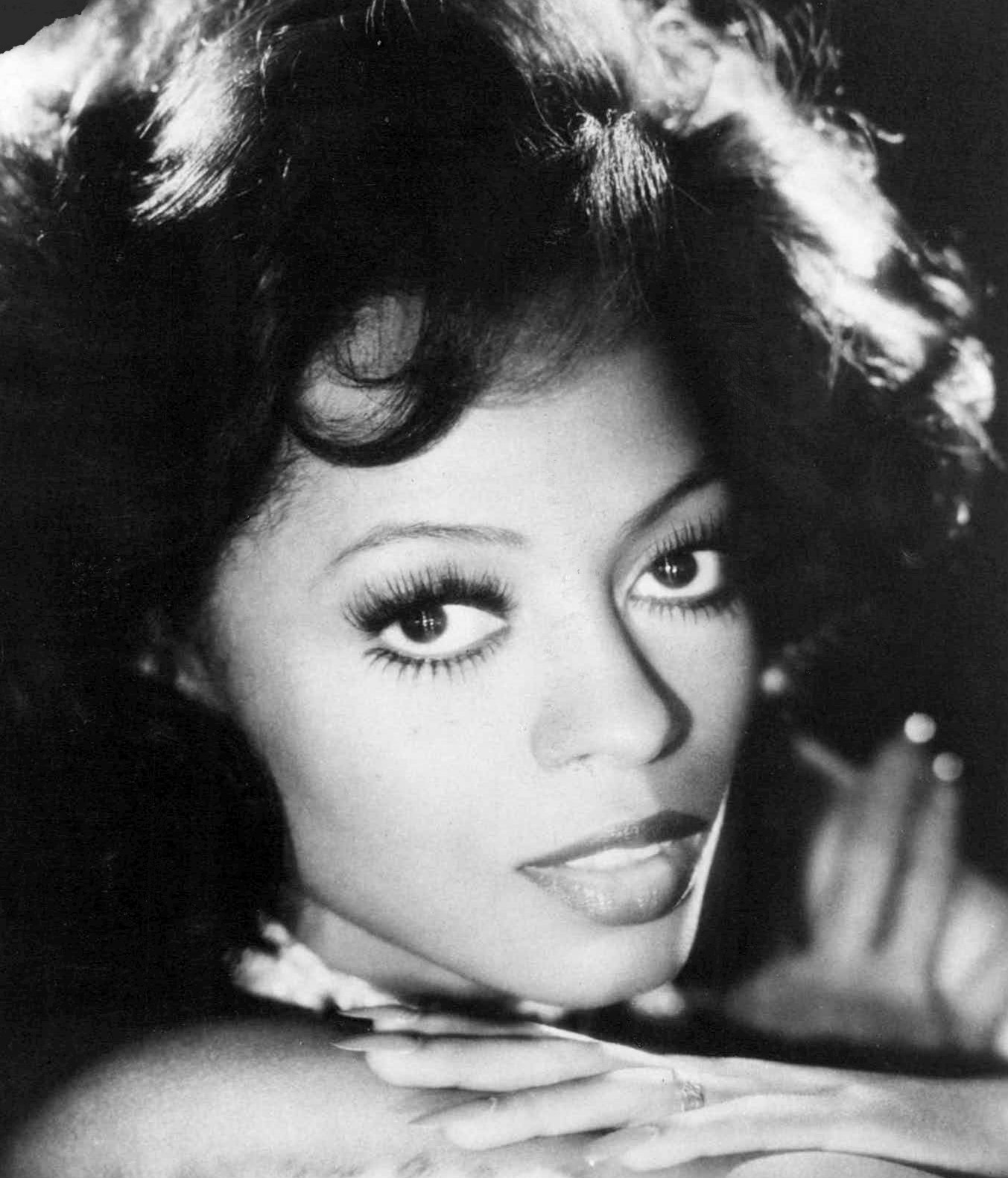
Diana Ross nel 1976

Il 22 giugno 1973 esce Touch Me in the Morning che ottiene una critica molto buona. L'album raggiunge la quinta posizione della Billboard 200 e la nº 7 nel Regno Unito in cui diventa disco d'oro. Il singolo di lancio e unico singolo estratto, Touch Me in the Morning, raggiunse la vetta della Billboard Hot 100 ottenendo il disco d'oro avendo venduto negli USA, al maggio 1973, 1 504 909 e la posizione nº 9 nel Regno Unito. Quattro mesi più tardi esce un nuovo album intitolato, Diana & Marvin, realizzato insieme a Marvin Gaye. Anche in questo caso, l'album ottiene delle recensioni positive dai critici musicali. L'album raggiunge la posizione nº 26 della Billboard 200 e posizione nº 5 nel Regno Unito, dove ottiene il disco d'oro. L'album è promosso dal brano, You're a Special Part of Me, pubblicato nel settembre 1973. Il singolo raggiunge la posizione nº 12 della Billboard Hot 100. Il secondo singolo, Don't Knock My Love è pubblicato nel 1974 e raggiunge la posizione nº 46 della Billboard Hot 100. In Europa viene pubblicato il singolo You Are Everything, sempre estratto dall'album Diana and Marvin, che raggiunge, in Inghilterra, il 5º posto delle classifiche e vende oltre 250 000 copie e disco d'argento, mentre in Olanda raggiunge il 14º posto.
Il 6 dicembre 1974 viene pubblicato il nuovo album, Last Time I Saw Him e in contemporanea il singolo omonimo, che vende, solo negli USA oltre 600 000 copie. L'album è stato valutato discretamente dalla critica e ha raggiunto la posizione nº 52 della Billboard 200 e la nº 41 nel Regno Unito. Il primo singolo raggiunge la posizione nº 14 della Billboard Hot 100 e nº 35 nel Regno Unito. Il secondo singolo ufficiale estratto è Sleepin', pubblicato il 4 aprile 1974 e vende, negli USA, 46 162 copie raggiungendo la posizione nº 70 della Billboard Hot 100.
Il terzo ed ultimo singolo, My Mistake (Was to Love You), per il mercato americano, è stato pubblicato nel gennaio 1974 ed ha raggiunto la posizione nº 19 della Billboard Hot 100. In Brasile, tre, dei sei singoli estratti da questo album, My mistake (was to love you), Stop, Look, Listen (to your heart) con il titolo, Pare, Olhe, Escute e Pledging my love, entrano in classifica nel 1974.
Nel 1975 esce il film Mahogany con Anthony Perkins e Billy Dee Williams, ambientato nel mondo della moda e girato tra Roma e Chicago. Il tema conduttore del film, Do You Know Where You're Going To, ottiene la nomination agli Oscar come miglior canzone, arriva al primo posto delle classifiche Stati Uniti e vende, solo negli Usa, oltre un milione di copie in poche settimane e diventa disco d'oro. Il 4 novembre 1975 nasce la sua terza figlia femmina, Chudney Lane. Nel marzo 1976 in collegamento da Amsterdam, si esibisce per la giuria degli Oscar eseguendo, Do You Know Where You're Going To, brano per cui ha avuto la nomination agli Oscar come migliore canzone. È la prima volta in assoluto che un cantante si esibisce via satellite. A settembre, la rivista Billboard la nomina "la più grande artista femminile del XX secolo". Gli album, Diana Ross, e Greatest Hits vol. 2, in Inghilterra diventano disco d'oro.
Nel 1977 gli album, An Evening with Diana Ross e Baby it's me, in Inghilterra diventano entrambi disco d'argento. Nel 1978 interpreta Dorothy Gale, nel rifacimento del film Il mago di Oz, intitolato The Wiz, insieme ad un giovane, Michael Jackson. Partecipa alla colonna sonora del film, Grazie a Dio è venerdì, con il brano Dance Loving, Living and Giving. L'album vende oltre 850 000 copie solo negli USA e diventa disco d'oro. Nel 1979 l'album, The Boss negli USA vende oltre 800 000 copie e diventa disco d'oro.

### Anni ottanta
Nel 1980 ha una breve relazione con Gene Simmons dei Kiss. Nello stesso anno l'album Diana ed i singoli Upside Down, I'm Coming Out e My Old Piano giungono ai primi posti delle classifiche di tutto il mondo, ottenendo decine di dischi d'oro e di platino. Negli Stati Uniti l'album vende oltre un milione di dischi ed il singolo Upside Down in meno di un mese ne vende più di 1 milione, balzando immediatamente al primo posto delle classifiche pop, disco e R&B. In Gran Bretagna Upside Down vende oltre 400 000 copie e ottiene il disco d'oro, raggiungendo il secondo posto in classifica, mentre l'album vende oltre 100 000 copie e diviene disco d'oro; anche in Francia il disco vende 350 000 copie, in Italia 250 000 ed in Australia 200 000 copie ed ottiene 2 dischi di platino, raggiungendo la prima posizione in entrambi i paesi. Incide It's My Turn, colonna sonora dell'omonimo film interpretato da Michael Douglas. Il singolo vende oltre 500 000 di copie solo negli Usa.
Nel settembre 1981, Diana Ross incide l'album, Why Do Fools Fall In Love Sempre nel 1981 incide, assieme a Lionel Richie, Endless Love, colonna sonora del film Amore senza fine di Franco Zeffirelli. Il singolo ottiene un grande successo rimanendo 9 settimane al primo posto delle classifiche Usa: vende oltre 2 milioni di singoli solo in questo paese, e sarà certificato disco di platino. Nel resto del mondo il singolo vende un altro milione di copie, arrivando al primo posto in Canada, Sudafrica e Australia.

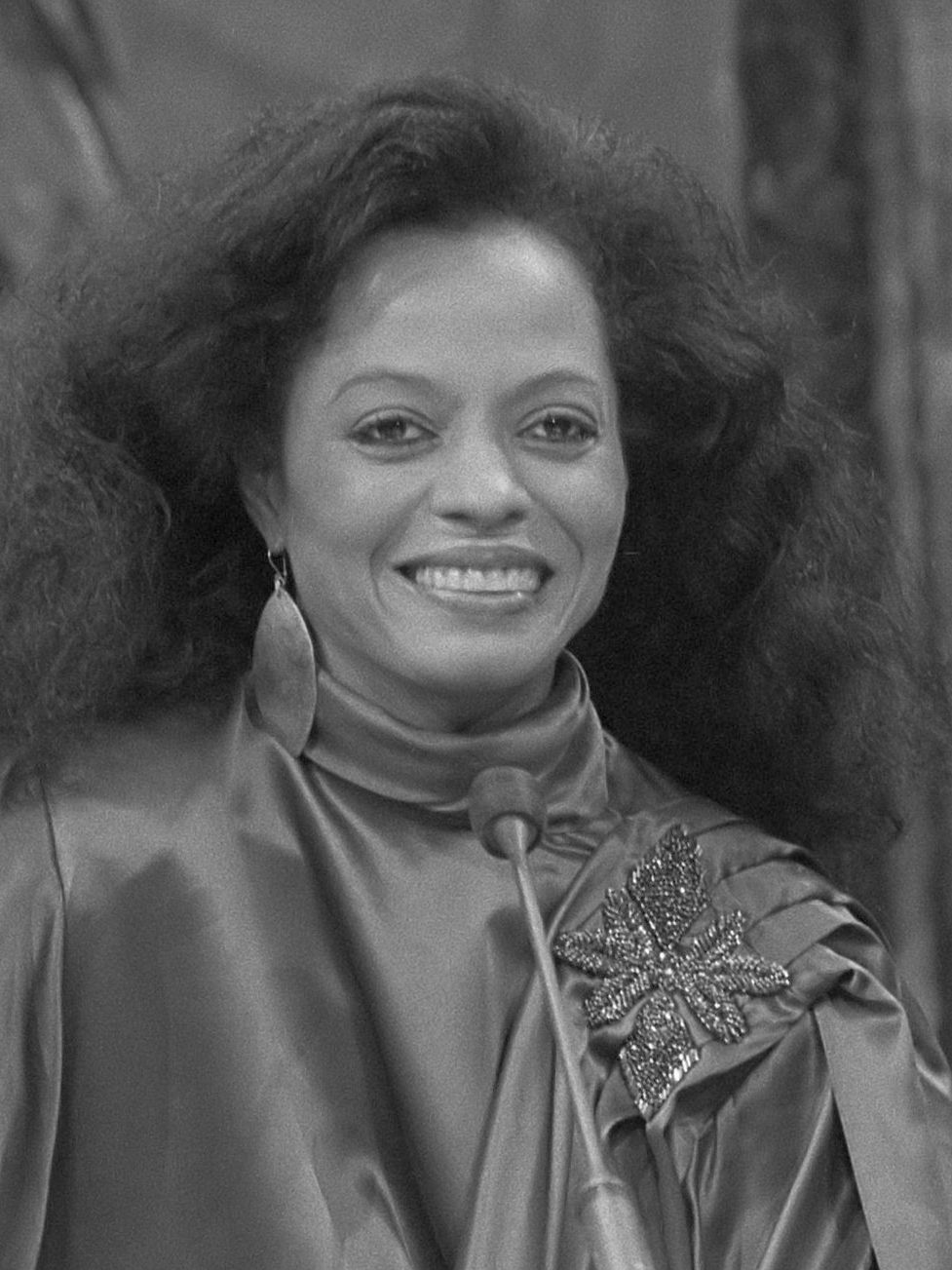
Diana Ross nel 1981

Alla fine del 1981 Diana Ross decide di avere il controllo totale della propria carriera sotto ogni aspetto. Lascia la Motown per la Rca, che le offre un contratto record per l'epoca di venti milioni di dollari. Fonda diverse società: la Rtc Management Corporation per gestire gli affari e le finanze suoi e di altri artisti; la Diana Ross Production, compagnia simile ala Rtc per i progetti discografici di Ross; la Rosstown Music e la Rossville Music, due società che pubblicano i suoi dischi, sotto l'ASCAP e la Bmi, rispettivamente; la Chodnee Inc, attraverso la quale Ross controlla e gestisce i suoi tour; l'Anaid Film Productions, attraverso la quale produce, finanzia e gestisce miniserie televisive e varietà; la Jff Enterprises attraverso la quale ricerca, sviluppa e vende prodotti di moda e cosmetici.
Nel 1982 la canzone Endless Love ottiene la nomination agli Oscar come migliore canzone. A luglio ottiene la stella sull'Hollywood Walk of Fame, al numero 6 712 dell'Hollywood Boulevard. Il 21 luglio 1983, nel Central Park a New York tiene il primo concerto pubblico all'aperto trasmesso in mondovisione, davanti a circa 400 000 persone, concerto replicato il giorno successivo davanti ad una folla ancora più numerosa. Nel gennaio 1985 partecipa alla registrazione di We Are the World. A settembre, all'inizio del suo tour negli Stati Uniti, nella sola New York tiene 11 concerti consecutivi, tutti esauriti, al Radio City Music Hall. Nel novembre 1985 è in Italia, in cui tiene per la prima volta dei concerti, a Roma, Firenze e Milano.
Il 1º febbraio 1986 si sposa, per la seconda volta a Ginevra con l'armatore norvegese Arne Næss. In Australia, il singolo, Chain Reaction rimane tre settimane consecutive al primo posto della classifica dei singoli, divenendo il singolo più venduto dell'anno superando le 300 000 copie e triplo disco di platino, raggiunge il primo posto della classifica anche in Nuova Zelanda, Irlanda ed Inghilterra. In quest'ultimo paese il singolo rimane per 3 settimane consecutive al 1º posto della classifica, vendendo oltre 500 000 copie e ottenendo così il disco d'oro.
Il 7 ottobre 1987 ad Oslo nasce il suo quarto figlio, il primo maschio dopo tre femmine, di nome Ross Arne. Nel 1988 incide la canzone If We Hold On Together, scritta e musicata da James Horner, che fa parte della colonna sonora del film Alla ricerca della Valle Incantata. Il singolo in Giappone rimane per 19 settimane consecutive al primo posto delle classifiche e vende oltre 465 000 copie, ottenendo così quattro dischi di platino. Il 26 agosto 1988, sempre ad Oslo in Norvegia, nasce il suo quinto figlio, Evan Olav. Nel febbraio 1989 inizia il tour mondiale Working Overtime World Tour, della quale filma il concerto tenuto all'Arena di Wembley a Londra.

### Anni novanta
Nel marzo 1990 si esibisce da Los Angeles alla notte degli Oscar, cantando Over the Rainbow. Ad ottobre incide No Matter What You Do, con Al B. Sure!. Nel febbraio 1991 presenta i Grammy, assieme a Phil Collins. Nel luglio 1990 inizia un tour di 15 mesi. In Giappone, l'album The Force Behind the Power vende oltre 110 000 copie, ottenendo così il disco d'oro, mentre in Inghilterra supera le 300 000 copie diventando così disco di platino. Il 23 dicembre 1992 tiene il concerto, Christmas in Vienna, assieme a Plácido Domingo e José Carreras; l'omonimo CD vende oltre un milione di copie nel mondo.
Nel gennaio 1993 si esibisce a Washington per la cerimonia di insediamento di Bill Clinton alla Casa Bianca. Nel febbraio 1993, le ultime due sere, si esibisce come ospite d'onore del Festival di Sanremo; per partecipare al Festival, la Rai la paga 160 milioni di lire. Ad aprile, in Giappone viene pubblicato, When you dream, un CD e libro per bambini, scritto da Ross. Il 3 giugno 1993, all'ONU, riceve il premio Global Youth Forum Award. Ad ottobre, il Guinness dei primati la dichiara artista femminile di maggior successo del XX secolo per il numero di dischi (circa 150) avuti nelle classifiche inglesi ed americane; nello stesso mese, per i suoi 30 anni di carriera, viene pubblicata la raccolta di successi, One Woman - The Ultimate Collection; il Cd arriva al primo posto in classifica e vende, nella sola Gran Bretagna, 1 200 000 copie, ottenendo quattro dischi di platino, mentre in Francia diventa disco d'oro, superando le 100 000 copie vendute.

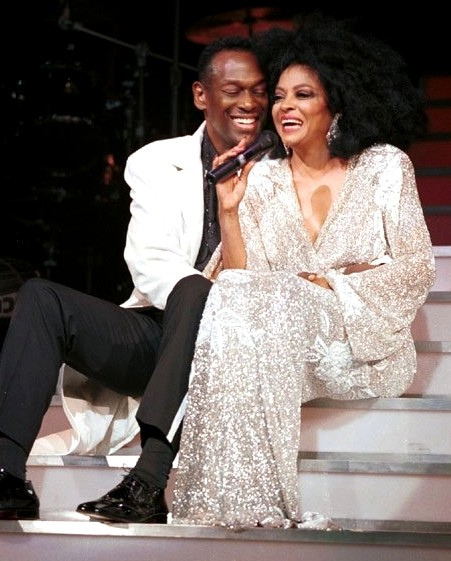
Luther Vandross e Diana Ross nel 2000

Nel febbraio 1994 viene insignita della cittadinanza onoraria di Cannes dal sindaco della città Michel Moulliet, inoltre le viene conferito il titolo di commendatore per le Arti e le Scienze dal ministro della cultura francese Jacques Toubon. Infine le viene assegnato il premio Victoires de la musique dall'industria discografica francese per le sue vendite in Francia durante la sua lunga carriera. Le 13 date del tour europeo, Forever Diana - 30º Anniversary Tour, fanno il tutto esaurito, vendendo oltre 150 000 biglietti; nella sola Londra, tiene cinque concerti consecutivi dal 29 giugno al 3 luglio 1994 alla Wembley Arena. Il 17 giugno, con un grande concerto di apertura, inaugura i mondiali di calcio del 1994. Sempre nel 1994, la canzone Come See About Me, viene inserita nel film, Beverly Hills Cop III.
Nel giugno 1995 si esibisce anche in Russia, a Mosca, tenendo due concerti tutto esaurito. Apre, al Wembley Stadium, a Londra, la finale di Rugby League tra Inghilterra ed Australia, evento seguito da 250 milioni di persone nel mondo. Nel gennaio 1996 si esibisce al Super Bowl XXX, lasciando lo stadio in elicottero, davanti ad oltre 146 milioni di telespettatori americani. Il 30 luglio 1996, nell'ambito delle manifestazioni per celebrare il 1 100º anniversario della nascita dello Stato d'Ungheria, si esibisce davanti a circa 80 000 persone allo stadio di Budapest, assieme a Plácido Domingo e José Carreras.
Il 9 aprile 1998 si esibisce per la prima volta in Sudafrica, all'Mtn Sundrome di Johannesburg, davanti a 15 000 persone. Tra il pubblico c'è anche il presidente Nelson Mandela il quale la riceve privatamente il giorno seguente. Ross si era sempre rifiutata negli anni precedenti di esibirsi in Sudafrica, per protesta contro le leggi razziali.

### Anni duemila
Nel febbraio 2000 canta, If We Hold On Together alla cerimonia dei premi Naccp per Steven Spielberg. Ad aprile il canale VH1 trasmette il documentario Divas 2000: A Tribute to Diana Ross, al quale partecipano Donna Summer, Mariah Carey, le Destiny's Child, RuPaul e Faith Hill tributandole un omaggio cantando sue canzoni. Il 21 settembre 2001, allo Shea Stadium di New York, canta God Bless America, dopo la tragedia dell'11 settembre. Il 1º luglio 2002 Diana Ross si esibisce in Hyde Park a Londra, davanti a 75 000 persone per il concerto Picnic in the Park in onore del Principe Carlo d'Inghilterra. Ad ottobre partecipa al ballo di beneficenza Dream Halloween, in cui viene venduta la bambola Diana Ross, creata da Bob Mackie, per 22 000 dollari.
Nel 2003 le è assegnato il premio Humanitarian Spirit Award dalla fondazione We are Family Foundation. A marzo la National Association of Black Owned Broadcasters attribuisce a Diana Ross il premio Lifetime Archievement. A settembre del 2003, a Londra, riceve il Legendary Female Award, assegnato dalla Capital Gold. Nella votazione del pubblico inglese arriva davanti alle altre cantanti finaliste: Aretha Franklin, Madonna, Whitney Houston, Annie Lennox e Tina Turner. A dicembre la Mattel mette in vendita la bambola di Diana Ross, disegnata da Bob Mackie.
Nel gennaio 2004 muore in Sudafrica, in un incidente durante una scalata in montagna, il suo secondo ex marito, l'armatore norvegese Arne Naess, padre di Evan e Ross, due dei cinque figli di Diana, dal quale aveva divorziato nel 2000. A marzo inizia il tour europeo This Is It, che registra il tutto esaurito e grandi consensi dalla stampa specializzata. Sempre nel 2004 è l'unica donna nera ad essere presente nella lista delle donne più "glamour" di tutti i tempi, stilata dalla rivista Harper's Bazaar.
Il 15 gennaio 2005, assieme ad altri artisti, partecipa al concerto televisivo trasmesso dalla NBC, Tsunami aid: a concert of hope, per raccogliere fondi per la Croce Rossa, a favore delle vittime dello tsunami che ha colpito l'Asia. A marzo il sindaco di Parigi Bertrand Delanoë le conferisce la cittadinanza onoraria della città.
Nel 2006 il network TV Land nomina il concerto di Ross nel Central Park del 1983 come il più grande evento musicale della storia della televisione americana; per l'occasione, Diana Ross si esibisce durante la cerimonia cantando un medley dei suoi più grandi successi. Ad agosto, agli US Open di tennis, a New York, canta God bless America. Beyoncé inserisce nella scaletta del suo tour mondiale la canzone I'm Coming Out di Ross.

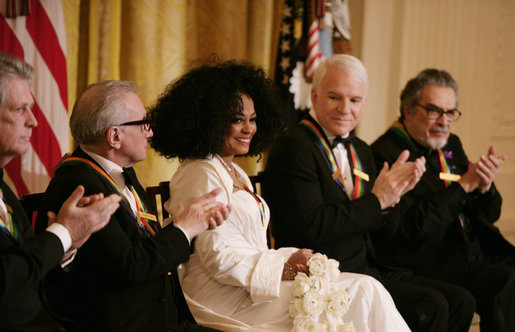
Diana Ross al Kennedy Center: da sinistra Brian Wilson, Martin Scorsese, Steve Martin e Leon Fleisher (2007)

Nel gennaio 2007 esce in tutto il mondo il film Dreamgirls, ispirato alla vita ed alla storia di Diana Ross & the Supremes. Beyoncè interpreta la figura di Ross. Nel cast, compaiono anche Eddie Murphy e Jamie Foxx. Sempre nel mese di gennaio, è mentore della 7ª edizione di American Idol; i dodici finalisti gareggiano cantando le canzoni di Ross. Nel mese di febbraio, assieme a Sharon Stone, Michael Bublé, David Foster e altri, si esibisce al Muhammad Alì Humanitarian Award, per raccogliere fondi a favore della lotta contro la malattia di Parkinson. A marzo si esibisce a Lagos, in Nigeria, per la 12ª edizione di Thisday Awards 2007.
Nel gennaio 2008 si esibisce davanti a 40 000 persone a Montego Bay in Giamaica nell'ambito del Giamaica Jazz & Blues Festival. A maggio si esibisce a New York al Radio City Music Hall, assieme a Patti LaBelle, Gladys Knight e Chaka Khan per il concerto di beneficenza Divas with Heart. A dicembre, ad Oslo, tiene un concerto di 40 minuti per il premio Nobel per la pace, in cui ottiene una standing ovation a cui partecipano anche il Re di Norvegia Haakon Magnus e sua moglie Mette-Marit.

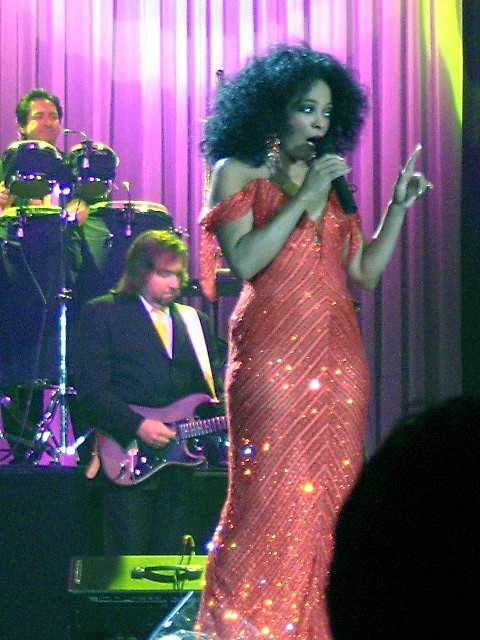
Diana Ross in concerto nel 2008

Nel gennaio 2009 tiene un concerto privato a Birmingham per Claire Johnson, la seconda moglie di John Caudwell, proprietario di Phone 4u ed uno degli uomini più ricchi della Gran Bretagna. La stampa inglese riporta che per 40 minuti di concerto Ross sia stata pagata circa un milione di dollari. A ottobre, allo stadio Gelredome di Arnhem, per Symphonica in Rosso ha tenuto due concerti consecutivi sold out, davanti ad oltre 70 000 persone.
Il 12 febbraio 2012, a Los Angeles, Diana Ross riceve il premio Grammy 2012 alla carriera. Il 7 novembre 2012 si esibisce a Jodhpur, in India, davanti agli 80 esclusivi invitati per celebrare il 50º compleanno del magnate russo Vladislav Doronin. Alla fine dello spettacolo, a causa della forte umidità, Ross scivola sul palco e si frattura un'anca. Il 10 dicembre 2012, nonostante la frattura di un mese prima, si esibisce a Washington davanti al presidente Barack Obama per il tradizionale concerto di Natale alla Casa Bianca.
Il 18 luglio 2013 si esibisce al Louvre di Parigi, per un concerto di beneficenza, davanti ad un pubblico selezionato di 240 persone. A novembre, la rivista People mette Diana Ross al primo posto, con 46 milioni di dollari guadagnati, nella classifica dei 100 artisti più pagati al mondo.
Il 3 luglio 2014 al Festival International de Jazz de Montréal tiene due concerti e vince il Premio Ella Fitzgerald per il suo "straordinario contributo al jazz contemporaneo ".
Nel 2021, a 15 anni dalle sue più recenti pubblicazioni inedite, Ross torna in scena con il singolo Thank You, che anticipa l'album omonimo.

## Carriera cinematografica
Nel 1973 il film La signora del blues incassa oltre 25 milioni di dollari e guadagna 5 nomination agli Oscar; Ross viene candidata come migliore attrice protagonista. Anche la colonna sonora del film, da lei interpretata, ottiene una nomination. A maggio il film viene presentato fuori concorso al Festival di Cannes 1973. Sempre per il film La signora del blues, Ross viene nominata, in Inghilterra, come migliore attrice ai premi Bafta. Vince quindi il Golden Globe come migliore attrice protagonista.
Nel 1975 esce il film Mahogany. A marzo del 1976, Ross, da Amsterdam, canta via satellite per la giuria degli Oscar. Sempre nel mese di marzo, a Parigi, viene premiata dall'"Accademia Francese di Arti cinematografiche" con il César, per "l'eccellente continuità, contributo ed impatto con il grande schermo".
Nel 1978 il regista Sidney Lumet dirige un musical in chiave "nera" del Mago di Oz; Dorothy Gale è interpretata da Diana Ross insieme ad un giovane Michael Jackson che interpreta lo Spaventapasseri.
Nel 1993 produce il film TV per la ABC Fuori dal buio, in cui interpreta una donna affetta da schizofrenia. Nel 1999 produce un altro film TV per la ABC, Il prezzo della gloria (Double Platinum).

## Impatto
Le canzoni di Diana Ross sono state spesso interpretate da altri cantanti: Jennifer Lopez ha ripreso Do You Know Where You're Going To e Promise me you'll try nel suo album d'esordio del 1998 On the 6; Mariah Carey ha ripreso, Do You Know Where You're Going To ed Endless Love con Luther Vandross; Whitney Houston ha ripreso, Home, cantato alla televisione americana dalla Houston nel 1983 e Hold Me in your arms nel suo album di esordio del 1985.

## Discografia

### Album in studio
- 1970 - Diana Ross
- 1970 - Everything Is Everything
- 1971 - Surrender
- 1971 - Diana ! TV Special
- 1971 - Greatest Hits- Volume 1-
- 1972 - Lady Sings the Blues
- 1973 - Touch Me in the Morning
- 1973 - Diana & Marvin (con Marvin Gaye)
- 1973 - Last Time I Saw Him
- 1974 - Live at Caesars Palace
- 1975 - Mahogany
- 1976 - Diana Ross
- 1976 - Greatest Hits - Volume II
- 1977 - Baby It's Me
- 1977 - An Evening with Diana Ross
- 1978 - Ross
- 1979 - The Boss
- 1980 - Diana
- 1981 - To Love Again
- 1981 - All the Great Hits
- 1981 - Why Do Fools Fall in Love
- 1982 - Diana's Duets
- 1982 - Silk Electric
- 1983 - Ross
- 1984 - Swept Away
- 1984 - All the Great Love Songs
- 1984 - 14 Greatest Love Songs
- 1985 - Eaten Alive
- 1987 - Red Hot Rhythm & Blues
- 1988 - Love Songs - Diana Ross & Michael Jackson
- 1989 - Workin' Overtime
- 1989 - Greatest Hits Live
- 1991 - The Force Behind the Power
- 1992 - When You Dream - CD per bambini, solo per il mercato discografico Giapponese
- 1992 - Motown's Greatest Hits
- 1992 - Christmas In Vienna, Diana Ross, José Carreras & Plácido Domingo - 1993 Sony - 2ª posizione in Austria, 4^ in Olanda e Norvegia e 7^ in Svizzera
- 1993 - Stolen Moments - The Lady Sings Jazz & Blues
- 1993 - Forever Diana - raccolta di 4 Cd
- 1993 - One Woman - The Ultimate Collection
- 1994 - Extended Diana - The Remixes
- 1994 - A Very Special Season
- 1994 - Making spirits brights (solo per il mercato discografico Olandese)
- 1995 - Take Me Higher
- 1996 - Voice of Love
- 1996 - A Gift of Love (solo per il mercato discografico Giapponese)
- 1997 - The Years at RCA
- 1998 - 40 Golden Motown's Hits
- 1999 - Every Day Is a New Day
- 2001 - Love & Life, the very best of Diana Ross
- 2006 - Blue
- 2006 - I Love You
- 2012 - The Greatest
- 2017 - Diamond Diana: The Legacy Collection
- 2021 - Thank You

## Filmografia

### Cinema
- La signora del blues (Lady Sings the Blues), regia di Sidney J. Furie (1972)
- Mahogany, regia di Berry Gordy (1975)
- I'm Magic (The Wiz), regia di Sidney Lumet (1978)
- Renaissance: a film by Beyoncé, regia di Beyoncé – film documentario (2023)
- We Are The World: la notte che ha cambiato il pop (The Greatest Night in Pop), regia di Bao Nguyen – film documentario (2024)

### Televisione
- Tarzan – serie TV, episodio 2x15 (1968)
- Muppet Show – sketch comedy (1980)
- Fuori dal buio (Out of Darkness), regia di Larry Elikann – film TV (1994)
- Double Platinum, regia di Robert Allan Ackerman – film TV (1999)

## Apparizioni televisive
- 1964: T.A.M.I. Show (con The Supremes)
- 1965: Beach Ball (con The Supremes)
- 1968: T.C.B. (con The Supremes)
- 1969: Like Hep (con Dinah Shore e Lucille Ball)
- 1969: GIT On Broadway (con The Supremes e The Temptations)
- 1971: Diana!
- 1977: Here I Am: An Evening with Diana Ross
- 1981: Diana
- 1981: Standing Room Only: Diana Ross
- 1983: Motown 25: Yesterday, Today, Forever
- 1983: Diana Ross: Live in Central Park/For One and For All
- 1987: Diana Ross: Red Hot Rhythm and Blues
- 1989: Diana Ross: Workin' Overtime HBO: World Stage
- 1992: Diana Ross Live! The Lady Sings... Jazz & Blues: Stolen Moments
- 1993: BET Walk of Fame
- 1996: Super Bowl XXX
- 1999: Double Platinum
- 1999: ITV: An Audience with Diana Ross
- 2000: VH1 Divas 2000: A Tribute to Diana Ross
- 2002: The Making and Meaning of We Are Family
- 2005: Tsunami Aid
- 2007: BET Awards 2007
- 2007: Kennedy Center Honors
- 2008: Nobel Peace Prize Concert
- 2011: The Oprah Winfrey Show: Farewell and Salute

## Riconoscimenti
- Premio Oscar
  - 1973 – Candidatura alla miglior attrice per La signora del blues

- Golden Globe
  - 1973 – Candidatura alla miglior attrice in un film drammatico per La signora del blues

### Altri premi
- 1970 – Ottiene una nomination ai Grammy Award come migliore cantante femminile soul dell'anno per il singolo, Ain't no mountain high enough.

- 1970 – Ottiene una nomination ai Grammy Award come migliore cantante femminile soul dell'anno per il singolo, Ain't no mountain high enough.

- 1972 – Riceve una nomination agli Oscar nella categoria "miglior attrice protagonista" per il ruolo di Billie Holiday nel film La signora del blues. È la prima artista nera ad apparire sulla copertina della rivista Rolling Stone. Ottiene una nomination ai NYFCC Awards, nella categoria "miglior attrice protagonista", sempre per il film, La signora del blues.

- 1973 – viene candidata al Golden Globe per "miglior attrice protagonista dell'anno" sempre per il film La signora del blues.

- 1974 – Riceve una nomination ai BAFTA come migliore attrice per il film, La signora del blues.

- 1976 – Viene proclamata da Billboard Female Entertainer of the XX Century [51] cioè " La più grande artista femminile del XX secolo ".

- 1978 – Per il suo show, An Evening with Diana Ross, vince un Tony Award[52].

- 1979 – Ottiene una nomination ai Saturn Award come miglior attrice per il film, The Wiz.

- 1982 – A luglio, ottiene la prima stella sull'Hollywood Walk of Fame. È l'unica donna ad avere due stelle sulla Walk of Fame. Riceve una nomination ai Juno Awards, nella categoria "miglior canzone internazionale dell'anno" per il singolo, Endless Love in duetto con Lionel Richie.

- 1993 – Il Guinness dei primati la dichiara "l'artista femminile di maggior successo di tutti i tempi", per il numero di album e di singoli entrati nelle classifiche degli Stati Uniti e del Regno Unito. In quest'ultima Nazione, risulta la cantante femminile con il maggior numero di album entrati nelle classifiche; sempre nel Regno Unito, ha ricevuto 9 dischi di platino, 20 dischi d'oro e 31 dischi d'argento. Diana Ross ha venduto oltre 200 milioni di dischi in tutto il mondo[53].

- 1994 – Diana Ross & The Supremes ricevono la stella sull'Hollywood Walk of Fame.

- 1995 – Riceve una nomination ai Golden Globe, come miglior attrice per il film TV Out Of Darkness e vince un Soul Train Lifetime Archievement Award come riconoscimento alla sua carriera.

- 1996 – Dalle mani del principe Alberto II di Monaco riceve il premio World Music Award Lifetime Archievement.

- 1998 – Vince il premio Songwriters Hall of Fame Hitmaker Award.

- 2007 – A maggio, vince il BET Lifetime Achievement Award, mentre a dicembre riceve il Premio John F. Kennedy[53].

- 2012 – Il 12 febbraio, a Los Angeles, riceve il Grammy Lifetime Achievement, cioè il Grammy Award[54] alla carriera.

- 2014 – Il 3 luglio 2014 al Festival International de Jazz de Montréal tiene due concerti e vince il Premio Ella Fitzgerald per il suo "straordinario contributo al jazz contemporaneo".

- 2017 – Il 19 novembre, a Los Angeles, Diana Ross riceve un American Music Award Lifetime Achievement (cioè il premio alla carriera).

In totale, Diana Ross ha ricevuto 16 nomination e 8 vittorie agli American Music Award e 12 nomination ai Grammy Awards.
- 2018 – Il 20 gennaio 2018, Ain't No Mountain High Enough 2017 arriva al primo posto della Billboard’s Dance Club Songs chart (la classifica di Billboard dei dischi dance più venduti e ballati in USA). Questo classico è stato remixato, tra gli altri, da StoneBridge, Eric Kupper e Country Club Martini Crew ed è contenuto nella raccolta di Diana Ross Diamond Diana: The Legacy Collection (2017).

Il 4 agosto 2018, con il remix I'm Coming Out/Upside Down 2018 (remixato da Eric Kupper, Chris Cox e StoneBridge), Diana Ross è nuovamente al primo posto della Billboard’s Dance Club Songs chart. Diana Ross stabilisce un nuovo primato: all'età di 74 anni, diventa la cantante più anziana ad avere una hit numero 1 nelle classifiche di Billboard.

## Doppiatrici italiane
- Rita Savagnone in La signora del blues
- Aurora Cancian in I'm Magic
- Sabrina Duranti in I'm Magic (ridoppiaggio)

## Autobiografie
- (EN) Diana Ross: Secrets of a sparrow, 1993, ISBN 0-679-42874-7.
- (EN) Diana Ross: Going Back, 2002, ISBN 0-7893-0797-9.